# Nurestan
Il Nurestan, o Nuristan, è una provincia dell'Afghanistan di 140 407 abitanti, che ha come capoluogo Parun. Confina con la provincia di Badakhshan a nord, con il Pakistan (Provincia di frontiera del nord-ovest) a est, con le province di Konar e di Laghman a sud e di Panjshir a ovest.
È abitata dall'etnia Nuristan.

## Suddivisioni amministrative
La provincia è suddivisa in otto distretti:

Distretti di Nurestan.

- Bargi Matal
- Du Ab
- Kamdesh
- Mandol
- Nurgaram
- Paroon
- Wama
- Waygal